# Oron (rivière)
Pour les articles homonymes, voir Oron.
 (juin 2020).
L' Oron est une rivière française des départements Isère et Drôme, dans la région Auvergne-Rhône-Alpes, et un affluent droit des Collières, c'est-à-dire un sous-affluent du fleuve le Rhône par la dérivation de Péage de Roussillon.

## Géographie
De 27 kilomètres de longueur, l'Oron prend sa source sur la commune de Beaufort à 280 mètres d'altitude.
L'Oron coule globalement de l'est vers l'ouest. l'oron passe sous la LGV Rhône-Alpes dans la commune de Manthes.
L'Oron conflue, en rive droite des Collières, sur la commune de Saint-Rambert-d'Albon, à 151 mètres d'altitude,.

### Communes et cantons traversés
Dans les deux départements de la Drôme et de l'isère, l'Oron traverse les dix communes suivantes, dans le sens amont vers aval, de Beaufort (source), Pajay, Saint-Barthélemy, Beaurepaire, Manthes, Lapeyrouse-Mornay, Épinouze, Anneyron, Bougé-Chambalud, Saint-Rambert-d'Albon (confluence).
Soit en termes de cantons, l'Oron traverse quatre cantons, prend source dans le canton de la Bièvre, traverse les canton de Drôme des collines, canton de Roussillon, conflue dans le canton de Saint-Vallier, le tout dans les arrondissements de Vienne, de Valence, dans les intercommunalités communauté de communes Bièvre Isère, communauté de communes Porte de DrômArdèche.

### Bassin versant
L'Oron traverse deux zones hydrographiques « L'Oron du Suzon à sa perte et les Collières de leurs sources au Rhône » « La Raille du Nivollon à l'Oron et l'Oron de sa source au Suzon ». 
Les cours d'eau voisins sont, dans le sens des aiguilles d'une montre, la Bège au nord, le Suzon au nord-est, la Raille à l'est et au sud-est, avec le Dolure, les Collières au sud et au sud-ouest, le Rhône à l'ouest et le Dolon au nord-ouest.

## Affluents

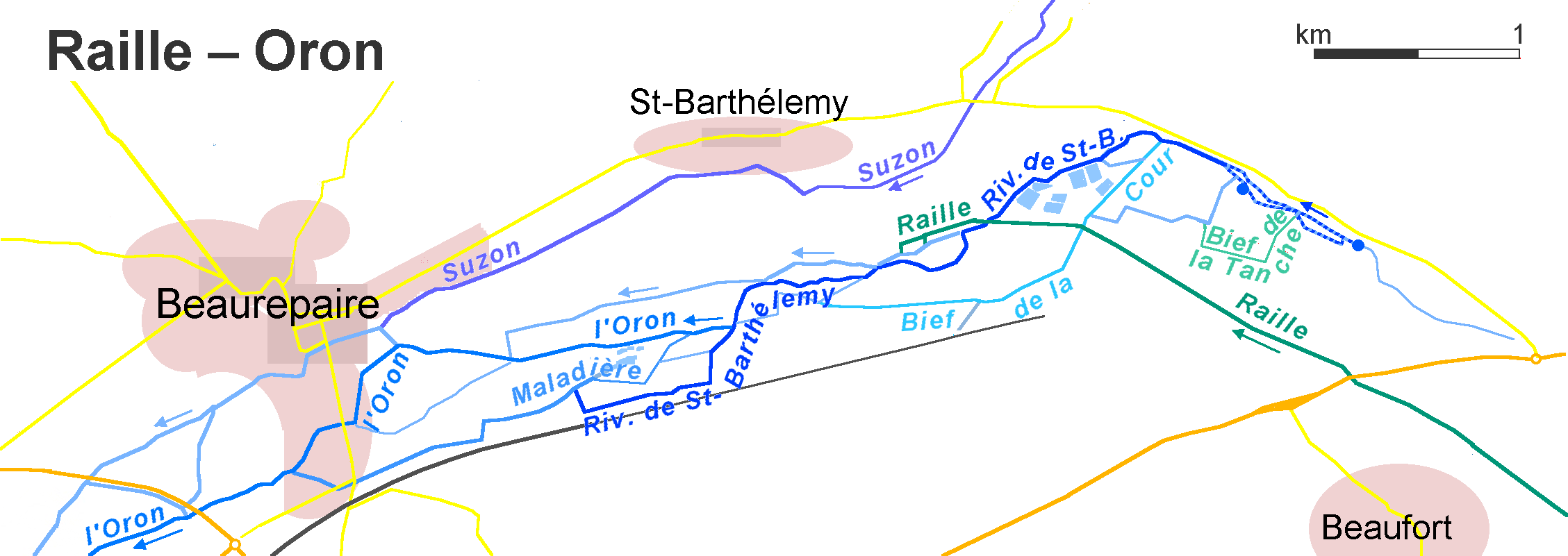
L'Oron avec la rivière de St-Barthélémy, la Raille et le Suzon près de Beaurepaire (points = sources)

L'Oron a deux tronçons affluents référencés :
- la Raille (rg[note 1]) 35 km, sur treize communes, avec neuf affluents et de rang de Strahler trois[5].
- le Suzon (rd), 18 km, sur sept communes avec un affluent et de rang de Strahler deux[6].

### Rang de Strahler
Le rang de Strahler de l'Oron est donc de quatre.

## Hydrologie
Son régime hydrologique est dit pluvial.

## Aménagements et écologie
Les sources de l'Oron sont dans un espace naturel sensible des Fontaines de Beaufort,. Il y a aussi une pisciculture implantée à Beaufort, produisant des truite fario, des truites arc-en-ciel, des ombles chevalier, qui bénéficient d'une eau à 11°7 toute l'année, et 1 500 l/s en moyenne ou 1,5 m3/s en moyenne.